# Daniel Gottlieb Messerschmidt
Daniel Gottlieb Messerschmidt (* 16. September 1685 Danzig, Polen-Litauen; † 25. Märzjul. / 5. April 1735greg. Sankt Petersburg, Russland) war deutscher Arzt und Naturforscher. Im Auftrag von Peter I. erschloss er auf einer siebenjährigen Expedition die Pflanzenwelt Sibiriens und erforschte die Tierwelt, die klimatischen Verhältnisse und den Erdmagnetismus dieses riesigen Territoriums. Außerdem unternahm er mineralogische und archäologische Untersuchungen und fertigte Aufzeichnungen zu den Sprachen zahlreicher sibirischer Völkerschaften an.

## Leben und Wirken
Messerschmidt war der Sohn von Andreas Messerschmidt (1644–1725), dem Oberinspektor am Packhof von Danzig und seit 1679 Bürger Danzigs.

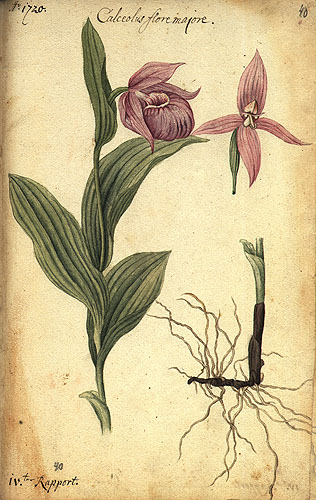
Cypripedium macranthon (Beschreibung von Messerschmidt)

Messerschmidt studierte von 1706 bis 1708 in Jena und ab 1708 in Halle Medizin. Wesentlichen Einfluss übten auf ihn während des Studiums die Mediziner Friedrich Hoffmann und Georg Ernst Stahl aus, ferner der Philosoph Christian Wolff und der Theologe August Hermann Francke. Im Mai 1713 wurde Messerschmidt mit einer Dissertation „De ratione præside universæ medicinæ“ zum Doktor der Medizin promoviert, mit Friedrich Hoffmann als „Doktorvater“. Daraufhin kehrte er nach Danzig zurück, wo er vermutlich als Arzt praktizierte. In Danzig schloss er sich eng dem Naturforscher Johann Philipp Breyne an, dem Besitzer eines berühmten Naturalienkabinetts. Im Frühjahr 1716 hielt sich Zar Peter I. in Danzig auf und besuchte bei dieser Gelegenheit Breynes Kabinett. Auf Empfehlung Breynes lud der Zar Messerschmidt ein, in russische Dienste zu treten. Nach längeren, oftmals unterbrochenen Verhandlungen mit dem zarischen Leibarzt Robert Erskine reiste der Naturforscher im Winter/Frühjahr 1718 nach St. Petersburg, ohne dass seine dort von ihm wahrzunehmenden Pflichten und seine Rechte verbindlich fixiert worden waren.
Am 15. November 1718 wurde Messerschmidt ein Erlass des Zaren übergeben, mit dem er nach Sibirien entsandt wurde, „zur Ausfindigmachung jeglicher Raritäten und apothekarischer Sachen, Gräser, Blumen, Wurzeln und Samen und übriger zu Arzneimixturen gehörender Artikel.“ Am 1. März 1719 verließ Messerschmidt St. Petersburg und reiste zunächst nach Moskau. Dort durfte er sich einer von dem Zaren an den chinesischen Kaiserhof abgefertigten Gesandtschaft anschließen und mit dieser bis nach Tobolsk reisen, wo er am 24. Dezember eintraf. Am 25. Juni 1720 formulierte Messerschmidt ein großes Forschungsprogramm, mit dem er weit über den Rahmen der ihm gestellten  Aufgaben hinausging, indem er nunmehr auch die Erforschung der Tierwelt, der klimatischen und der geographischen Verhältnisse sowie des „regnum minerale“ Sibiriens und der Sprachen der sibirischen Völkerschaften ins Auge fasste. Noch in Tobolsk stellte er systematisch, Tag um Tag, detaillierte Wetterbeobachtungen an, die ersten ihrer Art in Russland überhaupt. Vom 26. Juni bis zum 30. Dezember unternahm Messerschmidt eine erste Expedition in der näheren und der weiteren Umgebung von Tobolsk. Am 1. März brach er von Tobolsk zu seiner großen Sibirienexpedition auf, begleitet nur von zwei Konvoisoldaten, vier Dienern und drei schwedischen Kriegsgefangenen. Mit einem dieser Gefangenen, dem „Capitain“ Philipp Johann von Strahlenberg, schloss Messerschmidt enge Freundschaft und wurde von diesem bei seiner Forschungstätigkeit unterstützt. Im Mai 1722 mussten sich die Gefangenen allerdings von Messerschmidt trennen, um in ihre Heimat zurückzukehren. Auf Wasser- und auf Landwegen gelangte die Expedition zunächst über Tara nach Tomsk und von dort weiter über Kuzneck nach Abakan, wo im Winter 1721/22 Quartier bezogen wurde. Die Weiterreise erfolgte zu Wasser auf dem Jenissei nach Krasnojarsk. Schließlich gelangte man an den Fluss Kemtschuk, einen Nebenfluss des Jenissei. Nachdem sich Strahlenberg von Messerschmidt hatte trennen müssen, ging es für diesen zu Lande und zu Wasser weiter und dann wieder zurück nach Krasnojarsk ins Winterquartier (1722/23).1723 führte die Reise über eine Zwischenstation in Lensk nach Irkutsk. Anschließend wurde 1724 der Baikalsee überquert. Die Reise führte im Sommer 1724 über die sibirischen Steppen des Uda und des Onon bis in die Innere Mongolei zum See Dalai-Nor. Schließlich gelangte Messerschmidts Gruppe durch das chinesisch-mongolische Grenzgebiet in die südsibirischen Gebirge. In der Provinz Transbaikalien, in Tschitinsk, wurde ein weiteres Mal Winterquartier gemacht, bevor die Reise über Tobolsk zurück nach St. Petersburg ging, wo Messerschmidt am 18. März 1727 eintraf.
In St. Petersburg wurde er von Erskine  Nachfolger als „Archiater“ Russlands, Johann Deodat Blumentrost, äußerst ungnädig empfangen. Beinahe sämtliche von ihm auf eigene Kosten erworbenen Gegenstände musste er der „Apothekarischen Kanzlei“ abliefern, ferner seine umfangreichen wissenschaftlichen Aufzeichnungen, darunter das enzyklopädische Werk „Sibiria perlustrata“. Bevor ihm erlaubt wurde, Russland zu verlassen, musste er einen Eid ablegen, nichts von seinen Forschungsergebnissen ohne Erlaubnis der russischen Behörden zu publizieren.
Aus Messerschmidts Aufzeichnungen geht hervor, dass der Forschungsreisende 1290 „plantas medicas“ untersucht und beschrieben hat, ferner unzählige Arten von sibirischen Vögeln, viele Säugetier- bzw. Fischarten, Mineralien und Fossilien. Außerdem hat er umfangreiche erdmagnetische, archäologische und ethnologische Aufzeichnungen sowie Karten von Flussverläufen und Material zu zahlreichen Sprachen sibirischer Völkerschaften hinterlassen.
Nachdem Messerschmidt noch zwei Jahre in Russland hatte verbringen müssen, in welcher Zeit er die junge Brigitta Helena Böckler heiratete, kehrte er zusammen mit seiner Frau nach Danzig zurück. Auf der Reise verlor er am 27. Oktober 1729 bei einem Schiffbruch auf der Höhe von Pillau alle seine Habe, insbesondere die ihm verbliebenen Aufzeichnungen. 1731 kehrte er wieder nach St. Petersburg zurück, wo er sich bis zu seinem Tode am 25. März 1735 der Ordnung der ihm dort verbliebenen Sammlungen und Papiere widmete.

## Familie
Messerschmidt heiratete 1729 St. Petersburg Brigitte Helene Böchler (1714/15; † 26. Juni 1761), eine Tochter des Obristen Georg Wilhelm von Boechler (* 1683). Das Paar hatte eine Tochter († nach 1776). Die Witwe heiratete in zweiter Ehe den Forschungsreisenden Georg Wilhelm Steller, das Paar trennte sich aber schon bald wieder.

## Rezeption
Messerschmidts wissenschaftliche Aufzeichnungen sind zwar zum allergrößten Teil bis zum heutigen Tage unveröffentlicht geblieben, haben aber dennoch bereits im 18. Jahrhundert eine beträchtliche Wirkung entfaltet, nicht nur in Russland, sondern auch in Westeuropa. Insbesondere wurden sie von mehreren zukünftigen Sibirienforschern bei der Vorbereitung von deren Expeditionen ausgewertet, so etwa von Johann Georg Gmelin, Georg Wilhelm Steller, Peter Simon Pallas und Johann Gottlieb Georgi. Der an der Petersburger Akademie angestellte Botaniker Johann Amman wurde beauftragt, Messerschmidts botanische Aufzeichnungen auszuwerten. Aufgrund von Ammans Veröffentlichungen wurde Carl von Linné auf Messerschmidts botanische Forschungsergebnisse aufmerksam und zeigte an ihnen großes Interesse. Auch für Historiker wie Gerhard Friedrich Müller und Wassili Nikititsch Tatischtschew erwiesen sich Messerschmidts Aufzeichnungen als wertvoll. Eine von Messerschmidt angefertigte und nach seinem Tod in England publizierte ausführliche Beschreibung eines in Sibirien ausgegrabenen Mammutskeletts wurde von Georges Cuvier bei der Begründung der Paläozoologie herangezogen.

## Ehrungen
Die Gattung Messerschmidia L. ex Hebenstr. der Familie Raublattgewächse (Boraginaceae) wurde nach ihm benannt. Ebenso der Asteroid (16450) Messerschmidt. 2014 wurde eine im Baikalsee neuentdeckte Flohkrebsart als Eulimnogammarus messerschmidtii benannt.

## Werke
- Forschungsreise durch Sibirien 1720–1727. Herausgegeben und bearbeitet von Eduard Winter und Nikolaj A. Figurovskij in Quellen und Studien zur Geschichte Osteuropas. Akademie, Berlin 1962 ff., ISSN 0079-9114.
- Sibiria Perlustrata seu Pinax Triplicis Naturae Regni … Facsimile-Ausgabe der Handschrift. St. Petersburg 2020. ISBN 978-5-4462-0134-1.